# Alpské lyžování na Zimních olympijských hrách 2014 – superobří slalom ženy
Superobří slalom žen na Zimních olympijských hrách 2014 se konal v sobotu 15. února jako třetí ženský závod olympiády v lyžařském středisku Roza Chutor poblíž Krasnoj Poljany. Zahájení proběhlo v 8.00 hodin SEČ. Závodu se zúčastnilo 49 závodnic z 25 zemí. Osmnáct sjezdařek nedojelo do cíle, včetně sedmi z první osmičky ve startovní listině.
Úřadující mistryní světa byla Slovinka Tina Mazeová, která dojela pátá, a obhájkyní olympijského zlata pak Rakušanka Andrea Fischbacherová, jež nestartovala.
Délka trati činila 2 100 metrů s převýšením 615 metrů. Průměrná rychlost vítězné Fenningerové dosáhla 88,400 km/h, což znamenalo průměrný sestup 7,191 m/s. Startovní brána ležela ve výšce 1 580 m n. m. Teplota vzduchu v tomto místě činila 7 °C.
Hlavní favoritka závodu Švýcarka Lara Gutová, která v průběhu Světového poháru 2013/2014 zvítězila na předcházejících třech z pěti superobřích slalomů, dojela na čtvrté pozici. Druhá v průběžné klasifikaci superobřího slalomu, Lichtenštejnka Tina Weinratherová, na start nenastoupila pro naraženou holeň.

## Medailistky
Olympijskou vítězkou se stala nejlepší rakouská sportovkyně roku 2013 a třetí žena průběžného pořadí světového poháru Anna Fenningerová, která tak vybojovala první olympijský kov v kariéře. Rakušanky triumfovaly v tomto olympijském závodu potřetí v řadě, když roku 2006 vyhrála Michaela Dorfmeisterová a o čtyři roky později Andrea Fischbacherová. Po skončení Fenningrová uvedla: „Neměla jsem pocit, že bych šla na hranu. Nemyslela jsem si, že to bude tak dobré, když jsem jela dolů. Myslím, že horní úsek trati byl výborný, prostředek nebyl tak dobrý a dolní část byla OK.“
Po zlatu ze superkombinace získala na probíhající události druhou medaili, tentokrát ze stříbrného kovu, Němka Maria Höflová-Rieschová, pro niž to bylo již čtvrté umístění na pódiu olympijského závodu. Nevyrovnala tak rekordní zápis čtyř olympijských zlatých Janici Kosteličové. Bronz si odvezla další Rakušanka Nicole Hospová, pro niž medaile znamenala druhý sočský a celkově třetí olympijský kov.
| Superobří slalom ženy |                         |                |
| Zlato                 | Stříbro                 | Bronz          |
|                       |                         |                |
| Anna Fenningerová     | Maria Höflová-Rieschová | Nicole Hospová |
| Rakousko              | Německo                 | Rakousko       |

## Výsledky
| Pořadí                                                                                         | č.  | závodnice                     | země                   | čas     | ztráta |
| ---------------------------------------------------------------------------------------------- | --- | ----------------------------- | ---------------------- | ------- | ------ |
| 1.                                                                                             | 18. | Anna Fenningerová             | Rakousko               | 1:25.52 | —      |
| 2.                                                                                             | 22. | Maria Höflová-Rieschová       | Německo                | 1:26.07 | +0.55  |
| 3.                                                                                             | 16. | Nicole Hospová                | Rakousko               | 1:26.18 | +0.66  |
| 4.                                                                                             | 20. | Lara Gutová                   | Švýcarsko              | 1:26.25 | +0.73  |
| 5.                                                                                             | 19. | Tina Mazeová                  | Slovinsko              | 1:26.28 | +0.76  |
| 6.                                                                                             | 30. | Fränzi Aufdenblattenová       | Švýcarsko              | 1:26.79 | +1.27  |
| 7.                                                                                             | 9.  | Fabienne Suterová             | Švýcarsko              | 1:26.89 | +1.37  |
| 8.                                                                                             | 14. | Julia Mancusová               | Spojené státy americké | 1:27.04 | +1.52  |
| 9.                                                                                             | 15. | Viktoria Rebensburgová        | Německo                | 1:27.08 | +1.56  |
| 10.                                                                                            | 10. | Nadia Fanchiniová             | Itálie                 | 1:27.20 | +1.68  |
| 11.                                                                                            | 13. | Regina Sterzová               | Rakousko               | 1:27.52 | +2.00  |
| 11.                                                                                            | 12. | Verena Stufferová             | Itálie                 | 1:27.52 | +2.00  |
| 13.                                                                                            | 23. | Ilka Štuhecová                | Slovinsko              | 1:27.69 | +2.17  |
| 14.                                                                                            | 24. | Lotte Smisethová Sejerstedová | Norsko                 | 1:27.80 | +2.28  |
| 15.                                                                                            | 35. | Edit Miklósová                | Maďarsko               | 1:27.87 | +2.35  |
| 16.                                                                                            | 28. | Maruša Ferková                | Slovinsko              | 1:28.19 | +2.67  |
| 17.                                                                                            | 33. | Klára Křížová                 | Česko                  | 1:28.30 | +2.78  |
| 18.                                                                                            | 2.  | Leanne Smithová               | Spojené státy americké | 1:28.38 | +2.86  |
| 19.                                                                                            | 27. | Ragnhild Mowinckelová         | Norsko                 | 1:28.53 | +3.01  |
| 20.                                                                                            | 31. | Marie-Pier Préfontaineová     | Kanada                 | 1:28.67 | +3.15  |
| 21.                                                                                            | 39. | Sara Hectorová                | Švédsko                | 1:28.71 | +3.19  |
| 22.                                                                                            | 42. | Barbara Kantorová             | Slovensko              | 1:28.91 | +3.39  |
| 23.                                                                                            | 34. | Chemmy Alcott                 | Velká Británie         | 1:29.14 | +3.62  |
| 24.                                                                                            | 32. | Jelena Jakovišinová           | Rusko                  | 1:29.38 | +3.86  |
| 25.                                                                                            | 43. | Kateřina Pauláthová           | Česko                  | 1:30.17 | +4.65  |
| 26.                                                                                            | 40. | Macarena Simariová Birknerová | Argentina              | 1:31.10 | +5.58  |
| 27.                                                                                            | 50. | Bogdana Macocká               | Ukrajina               | 1:31.58 | +6.06  |
| 28.                                                                                            | 47. | Anna Bereczová                | Maďarsko               | 1:33.07 | +7.55  |
| 29.                                                                                            | 45. | Helga María Vilhjálmsdóttir   | Island                 | 1:33.42 | +7.90  |
| 30.                                                                                            | 44. | Ania Monica Caillová          | Rumunsko               | 1:33.73 | +8.21  |
| 31.                                                                                            | 49. | Agnese Āboltiņová             | Lotyšsko               | 1:36.10 | +10.58 |
|                                                                                                | 17. | Tina Weiratherová             | Lichtenštejnsko        | DNS     |        |
|                                                                                                | 1.  | Carolina Ruizová Castillová   | Španělsko              | DNF     |        |
|                                                                                                | 3.  | Daniela Merighettiová         | Itálie                 | DNF     |        |
|                                                                                                | 4.  | Jessica Lindellová-Vikarbyová | Švédsko                | DNF     |        |
|                                                                                                | 5.  | Marie-Michèle Gagnonová       | Kanada                 | DNF     |        |
|                                                                                                | 6.  | Marie Marchandová-Arvierová   | Francie                | DNF     |        |
|                                                                                                | 7.  | Laurenne Rossová              | Spojené státy americké | DNF     |        |
|                                                                                                | 8.  | Kajsa Klingová                | Švédsko                | DNF     |        |
|                                                                                                | 11. | Dominique Gisinová            | Švýcarsko              | DNF     |        |
|                                                                                                | 21. | Elisabeth Görglová            | Rakousko               | DNF     |        |
|                                                                                                | 25. | Larisa Yurkiwová              | Kanada                 | DNF     |        |
|                                                                                                | 26. | Francesca Marsagliová         | Itálie                 | DNF     |        |
|                                                                                                | 36. | Maria Bedarevová              | Rusko                  | DNF     |        |
|                                                                                                | 37. | Karolina Chrapeková           | Polsko                 | DNF     |        |
|                                                                                                | 38. | Greta Smallová                | Austrálie              | DNF     |        |
|                                                                                                | 29. | Stacey Cooková                | Spojené státy americké | DNF     |        |
|                                                                                                | 41. | Maryna Gąsienicová-Danielová  | Polsko                 | DNF     |        |
|                                                                                                | 46. | Maria Škanovová               | Bělorusko              | DNF     |        |
|                                                                                                | 48. | Kristina Saalová              | Slovensko              | DNF     |        |
| Č. – startovní číslo závodnice, DNS – závodnice nenastoupila na start, DNF – nedojela do cíle. |     |                               |                        |         |        |